# کارولینا (ترانه تیلور سوئیفت)
«کَرولاینا» (به انگلیسی: Carolina) ترانه‌ای از تیلور سوئیفت، خواننده و ترانه‌سرای آمریکایی است که برای فیلم درام معمایی جایی که خرچنگ‌ها آواز می‌خوانند از سال ۲۰۲۲ نوشته و ضبط شده‌است. این آهنگ از طریق ریپابلیک رکوردز در ۲۴ ژوئن ۲۰۲۲ همراه با یک ویدیوی متن منتشر شد. عنوان آن به منطقه کارولیناز در ایالات متحده اشاره دارد.
«کارولینا» که توسط سویفت و آرون دسنر تهیه شده‌است، تصنیف کم‌تمپویی است که سبک‌های موسیقی محلی آمریکانا و آپالاچی را در هم می‌آمیزد و با سازهای آکوستیک اوایل دهه ۱۹۵۰ برای تداعی‌کننده فضای فیلم اجرا می‌شود. این آهنگ پس از انتشار نقدهای مثبتی از سوی منتقدان موسیقی دریافت کرد که فضای «آشوبگر» و آواز سوئیفت را ستایش کردند.

## پس زمینه و انتشار
جایی که خرچنگ‌ها آواز می‌خوانند یک فیلم معمایی درام با بازی دیزی ادگار-جونز در نقش اصلی به کارگردانی اولیویا نیومن و تهیه‌کنندگی ریس ویترسپون است. این یک فیلم اقتباسی از رمانی به همین نام از ۲۰۱۸ اثر دلیا اونز، نویسندهٔ آمریکایی است. داستان آن حول دختر جوانی می‌چرخد که در مردابی در کارولینای شمالی بزرگ شد و مظنون به قتل مردی می‌شود که زمانی عاشقانه او را تعقیب می‌کرد.
اولین تریلر این فیلم در ۲۲ مارس ۲۰۲۲ منتشر شد و «کارولینا» در پس‌زمینه پخش شد. این تریلر همچنین نشان داد که این آهنگ توسط تیلور سوئیفت نوشته و اجرا شده‌است. قطعهٔ دیگری از این آهنگ از طریق یک تریلر طولانی‌تر از فیلم در ۲۲ مه ۲۰۲۲ فاش شد. تاریخ انتشار این آهنگ توسط حساب رسمی اینستاگرام فیلم مورد مزاح قرار گرفت، زمانی که آنها در ۲۲ ژوئن یک سری پست با زیرنویس‌هایی با حروف بزرگ: «کارولینای این پنجشنبه» را نوشتند. تاریخ انتشار آهنگ روز بعد ۲۴ ژوئن ۲۰۲۲ تأیید شد. یک ویدیوی متن ترانه در یوتیوب با انتشار این ترانه همراه شد.

## نگارش و ترکیب
«کارولینا» تنها توسط سوئیفت نوشته شده‌است و از سوی او و آرون دسنر، که در آلبوم‌های استودیویی سوئیفت در سال ۲۰۲۰، «فولکلور» و «اورمور» با او همکاری کرده بود، تولید شده‌است. به گفته ویترسپون، سوئیفت این آهنگ را در حین کار بر روی فولکلور نوشته بود اما تا زمانی که آهنگ را تمام کرد فاش نکرد که کارولینا را نوشته‌است. سوئیفت در اینستاگرام اظهار داشت که از رمان اصلی اوونز لذت می‌برد و به محض اینکه شنید که یک فیلم اقتباسی در دست ساخت است، می‌خواست بخشی از موسیقی متن آن باشد. او گفت که هدفش خلق آهنگی «فریبنده و اثیری» بود که داستان «محورکننده» رمان را به تصویر می‌کشید.
«کارولینا» روی تیتراژ پایانی اجرا می‌شود و نیومن معتقد است که «لحن پایانی داستان را منعکس می‌کند». این شامل عناصری از آمریکانا و موسیقی محلی آپالاچی است، و در یک برداشت ضبط شده‌است و فقط دارای سازهایی است که قبل از سال ۱۹۵۳ در دسترس بودند مانند ماندولین، فیدل، سازهای ملایم گیتار و سیم‌های «جاروب». اشعار به شدت از طبیعت الهام گرفته شده‌اند. آواز سوئیفت در این آهنگ به عنوان «تنفس» با رجیستر پایین‌تر شناخته شده‌است.

## بازخورد
جک اروین، روزنامه‌نگار پیپل، «کارولینا» را به‌عنوان یک آهنگ کم‌تمپو، «تصنیف غم‌انگیز» با اشعاری دربارهٔ «حرکت یواشکی در مکان‌های مختلف بدون دیده‌شدن» توصیف کرد. کریس ویلمن، منتقد ورایتی احساس کرد که این ترانه از نظر سبکی یادآور موسیقی در فولکلور و اورمور «در عامیانه‌ترین و رام‌ترین آنها» است. امیلی زملر و کت بوزا این آهنگ را برای رولینگ استون نقد کردند؛ آن‌ها گفتند که این ترانهٔ «هنگ‌انگیز» محیط‌های پس‌زمینهٔ فیلم و لحن «مزه‌انگیز» تصنیف‌های فولک آپالاچی را تداعی می‌کند و آوازهای «دیگر و آژیر مانند» سوئیفت را ستودند. ویل لاوین از ان‌ام‌ئی آواز سوئیفت را «وهم‌آور» توصیف کرد.

## فهرست آهنگ
دانلود دیجیتال / پخش جریانی
1. «کارولینا» (از فیلم سینمایی «جایی که خرچنگ‌ها آواز می‌خوانند») – ۴:۲۴
2. «کارولینا» («جایی که خرچنگ‌ها آواز می‌خوانند» - نسخه ویدئویی) – ۲:۴۴

## تاریخچه انتشار
| منطقه        | تاریخ        | فرمت                               | برچسب           | منبع   |
| ------------ | ------------ | ---------------------------------- | --------------- | ------ |
| مختلف        | ۲۴ ژوئن ۲۰۲۲ | دانلود موسیقی رسانه جاری           | ریپابلیک رکوردز | [ ۱۴ ] |
| ایالات متحده | ۲۴ ژوئن ۲۰۲۲ | بزرگسال معاصر رادیو پرطرفدار معاصر | ریپابلیک رکوردز | [ ۱۵ ] |